# Сортіно
Сортіно (італ. Sortino, сиц. Sciurtinu) — муніципалітет в Італії, у регіоні Сицилія, провінція Сиракуза.
Сортіно розташоване на відстані близько 570 км на південний схід від Рима, 185 км на південний схід від Палермо, 24 км на північний захід від Сиракузи.
Населення — 8765 осіб (2014).

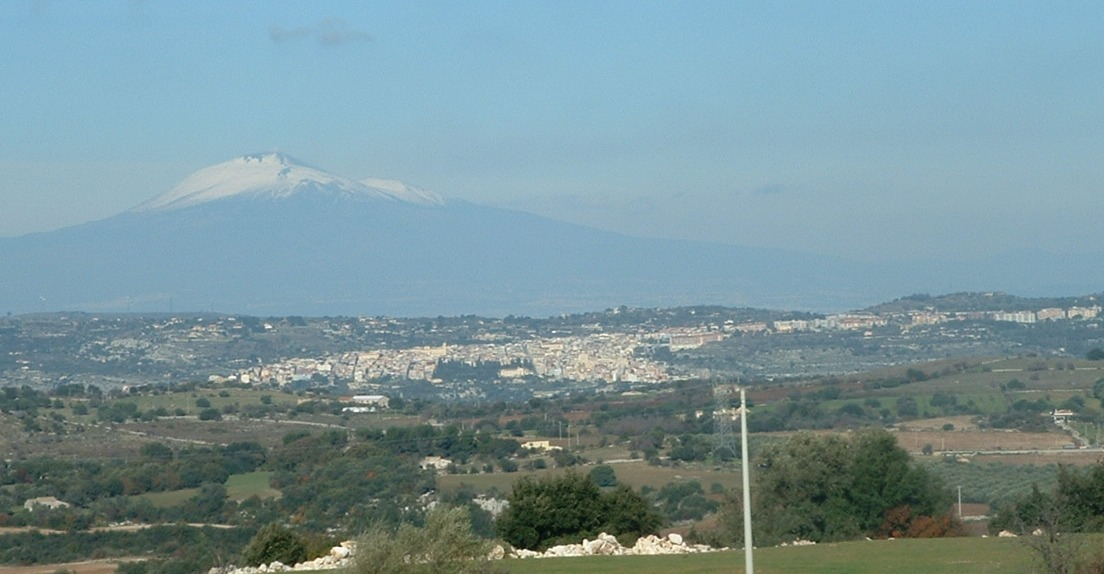

Щорічний фестиваль відбувається 10 вересня. Покровитель — Santa Sofia.

## Демографія
Населення за роками:

Станом на 1 січня 2023 року в муніципалітеті офіційно проживали 62 іноземці з 17 країн, серед них 27 громадян країн Євросоюзу та 1 громадянин України.

## Сусідні муніципалітети
- Карлентіні
- Кассаро
- Ферла
- Меліллі
- Палаццоло-Акреїде
- Пріоло-Гаргалло
- Соларино